# فيروسات بلازمية
فيروسات بلازمية (بالإنجليزية: Plasmaviridae)‏ هي عائلة من العاثيات وهي فيروسات تصيب البكتيريا، الفيريون له غلاف، معقد بروتين نووي و قفيصة. قطرها من 50 اٍلى 125 نم مغ غشاء فضفاض.

## وصلات خارجية
- نطاق فيروسي: فيروسات بلازمية